# Carlos Marín Segura
Carlos Domingo de la Trinidad Marín Segura (Barva; 28 de mayo de 1940-San José; 11 de septiembre de 1994) fue un destacado futbolista costarricense que jugó de delantero.

## Trayectoria
Apodado "cayaca", empieza como jugador del Herediano en 1958 y recomendado por el director técnico Eduardo Toba, viaja en 1963 al Real Murcia de la Primera División de España, donde anotó dos goles en ocho partidos. Regresó de Europa para jugar con el FAS de la Primera División de El Salvador, volviendo con Herediano y retirándose en 1970.

## Clubes
| Club             | País        | Año       |
| ---------------- | ----------- | --------- |
| C.S. Herediano   | Costa Rica  | 1958-1963 |
| Real Murcia C.F. | España      | 1963-1964 |
| C.D. FAS         | El Salvador | 1964-1969 |
| C.S. Herediano   | Costa Rica  | 1969-1970 |

## Palmarés

### Títulos nacionales
| Título           | Equipo    | País       | Año     |
| ---------------- | --------- | ---------- | ------- |
| Copa Costa Rica  | Herediano | Costa Rica | 1959    |
| Primera División | Herediano | Costa Rica | 1961 A. |
| Copa ASOFUTBOL   | Herediano | Costa Rica | 1961    |

### Títulos internacionales
| Título                                  | Equipo     | Sede        | Año  |
| --------------------------------------- | ---------- | ----------- | ---- |
| Campeonato Centroamericano y del Caribe | Costa Rica | Costa Rica  | 1961 |
| Campeonato de Naciones de la Concacaf   | Costa Rica | El Salvador | 1963 |